# Kristiina Tuomi

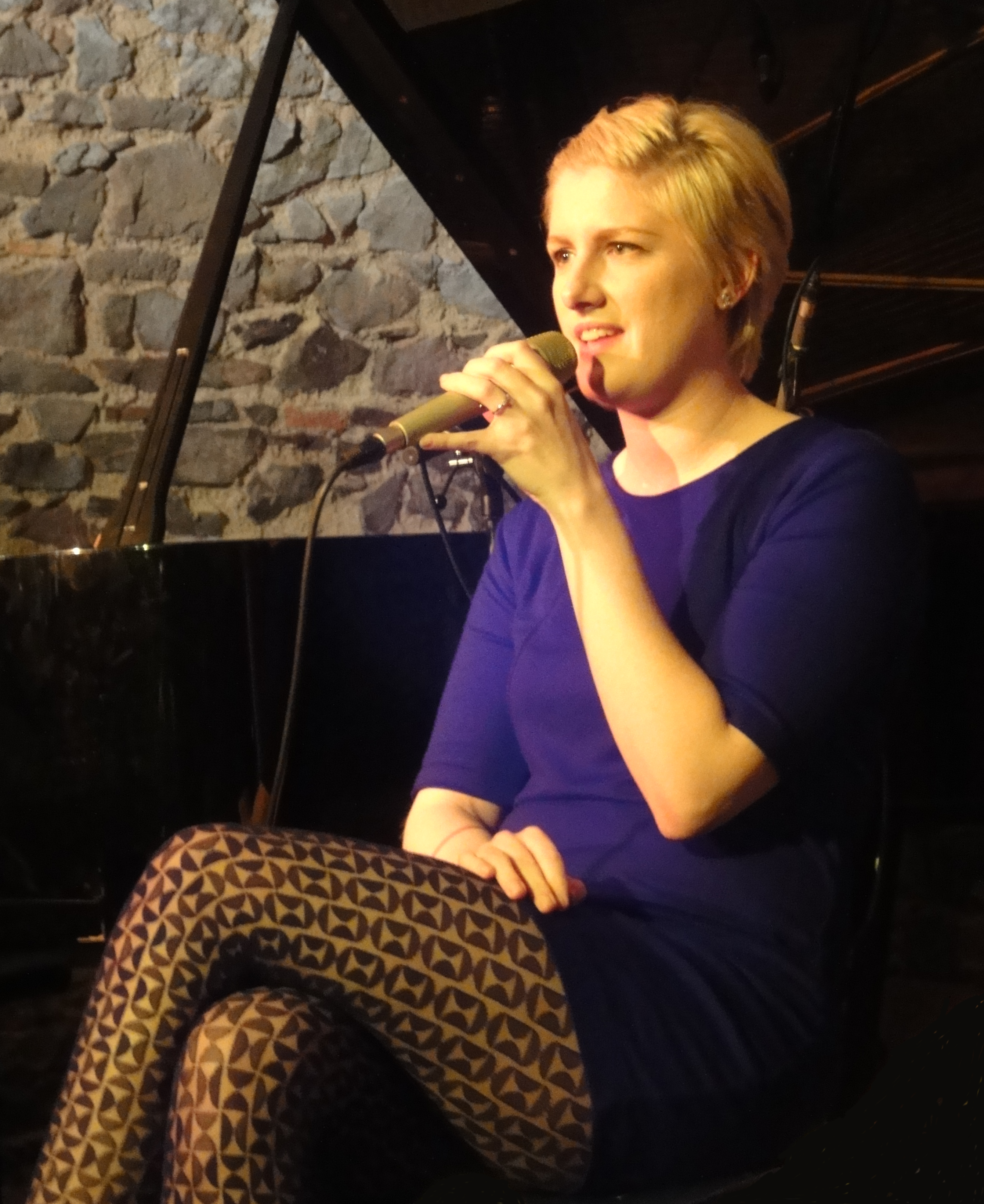
Kristiina Tuomi während des Jazztalks in der Pause ihres Konzerts mit ihrem Trio (Carsten Daerr und Carlos Bica) im Jazzinstitut Darmstadt am 15. Oktober 2010

Kristiina Tuomi (* 1977) ist eine deutsch-finnische Jazzsängerin, die auch als Schlagzeugerin hervorgetreten ist.

## Leben und Wirken
Tuomi wuchs als Kind einer Finnin und eines Deutschen in West-Berlin auf. Erst mit 18 Jahren erhielt sie Gesangsunterricht, um dann Jazz an der Hochschule der Künste Berlin zu studieren. Mit Carsten Daerr, den sie während des Studiums kennenlernte, und Carlos Bica bildete sie das Trio Tuomi, mit dem sie zwei Alben vorlegte. Mit Kalle Kalima machte sie als SeaZoo Indie-Pop (Stories to the Moon 2006). Weiterhin bildete sie mit dem Bassisten Roland Fidezius und der Saxophonistin Susanne Folk die Jazzpop-Gruppe So Weiss, mit der sie bis 2012 tourte. Zudem ist sie auf Aufnahmen von Stefan Goldmann, von Educa Lux, von Kuniyuki und der Electronica-Band Paloma zu hören und wirkte an zwei Songs für den Spielfilm Da geht noch was (2013) mit. 2014 trat sie in Hamburg am Schlagzeug in der Inszenierung Kurze Interviews mit fiesen Männern nach David Foster Wallace auf.
Ab 2016 bildete Tuomi mit Josefine Lukschy an Gitarre und Gesang, Immo Philipp Hofmann an Gitarre und Gesang und Benjamin Barritt am Bass die Trashrockband The Queef of England. Sie selbst spielt in dieser Formation Schlagzeug. Im Jahr 2019 gründete sie die Popband Glymmar, mit der sie bisher fünf Singles veröffentlicht hat, mit Samuel Halscheidt an der Gitarre, Carsten Hein am Bass und Immo Philipp Hofmann am Schlagzeug.

## Diskographische Hinweise
- Tuomi Tightrope Walker (Traumton, 2005)
- So Weiss Hunter / Dancer (Traumton, 2006)
- Tuomi The Expense of Spirit (Traumton, 2007)
- So Weiss Happiness for a Moment (Traumton, 2008, mit Tino Derado, Ketan Bhatti)